# Lipinki (przystanek kolejowy)
Lipinki – przystanek kolejowy w Lipinkach, w województwie warmińsko-mazurskim, w Polsce. Dawniej była to stacja kolejowa.

## Ruch pasażerski
| Rok  | Wymiana pasażerska na dobę |
| ---- | -------------------------- |
| 2017 | 50-99                      |
| 2022 | 50-99                      |